# Тохой (Селенгинський район)
Тохой (рос. Тохой) — улус Селенгинського району, Бурятії Росії. Входить до складу Сільського поселення Загустайське.
Населення — 2819 осіб (2015 рік).
Неподалік знаходиться Загустайський дацан.